# Abrònic
Abrònic (en grec antic: Ἀβρώνυχος, Abronychus), fill de Lísicles, va ser un atenès que participà en la batalla de les Termòpiles: amb el seu vaixell, estava a prop de les Termòpiles per mantenir la comunicació entre el rei Leònides I i la flota grega a Artemísion. Més tard fou ambaixador atenès a Esparta.